# فرنسيس ستيوارت
فرنسيس ستيوارت (بالإنجليزية: Francis Stuart)‏ (29 أبريل 1902، تاونسفيل في أستراليا - 2 فبراير 2000، مقاطعة كلير في جمهورية أيرلندا)؛ روائي أيرلندي.